# Ole Monty
Ole Monty, född 22 oktober 1908 i Köpenhamn, död 24 april 1977 i Danmark, var en dansk skådespelare.

## Filmografi (urval)
- 1957 – Nattlogi betalt
- 1958 – Krudt og klunker
- 1960 – Sommar och syndare
- 1972 – Bocken på sängkanten
- 1975 – Flera trosor i lumpen